# Anteros (genre)
Genre
Anteros est un genre d'insectes lépidoptères de la famille des Riodinidae.

## Dénomination
Le nom Anteros leur a été donné par Jacob Hübner en 1819.

## Liste des espèces
- Anteros acheus (Stoll, 1781); présent au Surinam, en Bolivie et au Brésil.
- Anteros aerosus Stichel, 1924;  présent en Guyana et au Brésil
- Anteros allectus Westwood, 1851; présent au Costa Rica, en Colombie, en  Équateur et au Brésil.
- Anteros aurigans Gallard & Brévignon, 1989;  présent en Guyane.
- Anteros bracteata Hewitson, 1867; au Brésil.
- Anteros carausius Westwood, 1851; présent au Mexique, à Panama, en  Équateur, au Venezuela et en Bolivie.
- Anteros chrysoprasta Hewitson, 1867; présent à Panama, au Guatemala, au Brésil et au Pérou.
- Anteros cruentatus Stichel, 1911; présent en Bolivie.
- Anteros formosus (Cramer, [1777]); présent à Panama, au Honduras, au Surinam, en Bolivie, en Colombie et au Pérou.
- Anteros gentilis (Rebillard, 1958); présent au Pérou.
- Anteros kupris Hewitson, 1875; présent au Costa Rica, en Colombie, en Bolivie et au Pérou.
- Anteros lectabilis Stichel, 1909; au Brésil
- Anteros nubosus Hall & Willmott, 1995; présent en  Équateur.
- Anteros otho Westwood, 1851; au Brésil
- Anteros principalis Hopffer, 1874; présent en Colombie, en  Équateur et au Pérou.
- Anteros renaldus (Stoll, [1790]); présent au Surinam,  à Panama, au Nicaragua et au Brésil.

### Source
- Anteros sur funet